# Edvard Jan Brynych
Prof. Edvard Jan Nepomuk Brynych, pokřtěn jako Eduard Josef (4. května 1846, Vlásenice-Drbohlavy – 20. listopadu 1902 Chrast) či jen Eduard Brynych se na přelomu let 1892 a 1893 stal 14. sídelním biskupem královéhradeckým. Jeho zásluhou se na přelomu století projevil obrodný proces. Byl organizátorem katolického spolkového, politického a náboženského života. V roce 1897 svolal do Hradce Králové diecézní sjezd, se zaměřením na spolupráci skupin katolíků. Zasloužil se o vybudování spolkového a tiskového domu – Adalbertina. Podporoval vznik sportovní organizace Orla. Orel Královéhradeckého kraje nesl název Brynychova župa.

## Zápas s nacionalismem
Konec 19. století byl poznamenán růstem sociálního tlaku a nacionalismu. Například v Trutnově, ležícím na území královéhradecké diecéze, tvořili na přelomu 19.–20. století Češi pouze pětinu obyvatel. Již předchůdce Edvarda Brynycha biskup Hais chtěl napomoci v Trutnově české menšině zavedením českých bohoslužeb roku 1886, avšak pro odpor německých nacionalistů se mu nepodařilo prosadit výstavbu českého kostela. V péči o české menšiny pokračoval Edvard Brynych, který zavedl v Trutnově, Žirči a Dubenci české bohoslužby. Odpor nacionalistů proti biskupovi a menšinám zesílil po odmítnutí německého kandidáta na farní úřad v Dolním Lánově. Němečtí nacionalisté zamezili přístupu Čechů na jejich bohoslužby. V Trutnově pak situaci řešili zřízením vlastní bohoslužebné místnosti v soukromém domě.
Zápas o pozice vyústil v požadavku Němců k zřízení vlastních biskupství v rámci pražské církevní provincie a to v Chebu a Kutné Hoře. Papež vyslyšel přání biskupa Brynycha a českého duchovenstva a plán na rozdělení diecéze odmítl. Kolem roku 1905 podobný plán znovu rovněž odmítl.

## Postoje k suchodolským zjevením
Eduard Brynych se krátce po nástupu do úřadu biskupa královéhradeckého musel vyjádřit k událostem, které měly probíhat zhruba od druhé poloviny (10. srpna) roku 1892 v Suchém Dole na Náchodsku celé tři roky. Tehdy čtrnáctiletá dívka Kristina Ringlová zde měla prožívat zjevení Panny Marie a místo se stalo cílem procesí věřících. Jeho postoje byly k těmto událostem negativní a taktéž i v pozdějších letech je katolická církev nikdy zcela neuznala (obnovený kostelík z roku 1897 po požáru v roce 2010 vysvětil 8. července 2012 kardinál Dominik Duka za přítomnosti krajského hejtmana a několika stovek věřících).